# 胡如雷
胡如雷（1926年1月22日—1998年1月19日），山西定襄人，中国历史学家。主研究中国封建社会的政治、经济，并专攻隋唐史；提倡史学工作者扩大眼界，留心相邻学科的研究课题和分析方法，以进行跨学科研究。

## 生平
1926年出生于山西定襄。1947年考入西北大学历史系，后入私立大夏大学社会历史系学习。1949年考入清华大学历史系二年级插班学习。1952年毕业于清华大学历史系，至河北邢台师范学校任历史教师。1956年始在天津市河北天津师范学院（河北师范大学）历史系中国古代史教研室任教。历任教员、讲师、副教授、教授等职。1985年调至河北省社会科学院历史所，任隋唐史研究室主任，河北师范大学教授。1994年调回河北师范学院历史系。曾担任中国史学会理事、中国唐史学会会长、中国经济史学会理事、中国农民战争史研究会副会长、中国哲学社会科学规划组成员、河北省史学会副会长等。此外还担任河北省第六届人民代表大会常务委员及全国政治协商会议第七届、第八届常务委员等。是1991年国务院批准的首批享受政府特殊津贴的专家。

## 家庭
儿子为胡宝华和胡宝国，分别任教于南开大学历史学院和中国社会科学院历史研究所。

## 著作
- 《中国封建社会形态研究》(1979)
- 《唐末农民战争》(1979)
- 《李世民传》(1984)

## 论文
他还在《历史研究》、《中国史研究》、《文史》、《文物》、《社会科学战线》、《河北师范学院学报》、《河北学刊》、《社会科学评论》及《山东社会科学》等杂志，《光明日报》的"史学"栏，先后发表过论文五十余篇。

## 成就
《中国封建社会形态研究》一书曾获河北省社会科学优秀成果一等奖。

《时代赋予历史学家的中心使命》一文曾获《光明日报》优秀理论文章二等奖。